# 模態邏輯謬誤
模態邏輯謬誤（Fallacy of Modal Logic），是由於錯誤使用模態邏輯推論造成的謬誤，是一種形式謬誤。

## 外部連結
- （英文） Logical Fallacy: Fallacy of Modal Logic （页面存档备份，存于）